# 水嶋さくら
水嶋 さくら（みずしま さくら、1997年10月17日 - ）は、日本の女優、声優、プロレスラー。千葉県出身。血液型B型。アクトレスガールズ所属。

## 人物
身長154cm、体重50kg。キャッチフレーズは「笑顔満開！舞い上がるさくら吹雪」。新体操と料理を特技とし、観劇、料理、銭湯巡り、野球観戦、美味しいご飯を食べながらお酒を飲むことを趣味とする。チャームポイントは笑顔と耳。
好きな食べ物は唐揚げ、カレー、大体の野菜、お酒、チロルチョコ、和菓子、抹茶関連の食べ物など。
2025年3月16日、AWG KING Of Ring Entertainment選手権を奪取。

## 出演

### テレビ・Web番組
- 千葉テレビ
  - 『センチネルF』 - 隊員役[1]
- YouTube
  - 『らんたん【第15回】彩乃の部屋』 - ゲスト出演（アクトレスガールズとして）

### アプリゲーム
- ニトロプラス『凍京NECRO』 - 子供役

### プロレス
アクトレスリングにおいて、「笑顔満開！舞い上がるさくら吹雪」をキャッチフレーズに活動。得意技はかまがため、ノーザンライトスープレックス。オリジナル曲を会場使用テーマ曲として使用している。軟体を活かした技も特技としている。

### 舞台
- 「アクトリング」ココット・ハート役
- 劇団バンディット「シルヴィアの爪跡」ミラー 役（2024年7月12日 - 7月15日　東京・武蔵野芸能劇場）[2]

### CM
- POCOCHA「寝る前のひと時編」
- KIRIN「一番搾り」

### その他
- 博物館展示
  - 『SENTORAL WORLD』 - ハジメ役